# Tyrone Carter
Tyrone Carter (født 31. marts 1976) er en tidligere amerikansk fodbold-spiller fra USA. Hans professionelle karriere strakte sig fra 2000 til 2010, og han spillede for NFL-holdene Minnesota Vikings, New York Jets, Pittsburgh Steelers
og San Diego Chargers. Han spillede positionen safety.